# Franco-Giacomo Carbone
Franco-Giacomo Carbone (...) è uno scenografo e costumista statunitense.

## Biografia
Carbone inizia a lavorare come costumista e scenografo a New York. Inizialmente lavora negli spettacoli Off-Broadway, in teatri come il Lincoln Center, il La MaMa Experimental Theatre Club ed altri.
Si laurea nel 1998 all'American Film Institute.

## Filmografia

### Scenografo
- Billy's Hollywood Screen Kiss, regia di Tommy O'Haver (1998)
- A Hollow Place, regia di Joseph Anaya (1998) - Cortometraggio
- Deal of a Lifetime , regia di Paul Levine (1999)
- Kill the Man, regia di Tom Booker e Jon Kean (1999)
- Psycho Beach Party, regia di Robert Lee King (2000)
- Shafted!, regia di Tom Putnam (2000)
- See Jane Run, regia di Sarah Thorp (2001)
- Alex in Wonder, regia di Drew Ann Rosenberg (2001)
- Pretty When You Cry, regia di Jack N. Green (2001)
- Purpose, regia di Alan Ari Lazar (2002)
- Cabin Fever, regia di Eli Roth (2002)
- Wonderland, regia di James Cox (2003)
- Perfect Opposites, regia di Matt Cooper (2004)
- Starship Troopers 2 - Eroi della federazione (Starship Troopers 2: Hero of the Federation), regia di Phil Tippett (2004)
- America's Next Top Model - Reality Tv, 8 episodi (2004)
- Down in the Valley, regia di David Jacobson (2005)
- Hostel, regia di Eli Roth (2005)
- Bug - La paranoia è contagiosa (Bug), regia di William Friedkin (2006)
- Almost a Woman, regia di Betty Kaplan (2006)
- Rocky Balboa, regia di Sylvester Stallone (2006)
- John Rambo (Rambo), regia di Sylvester Stallone (2008)
- The Lodger - Il pensionante (The Lodger), regia di David Ondaatje (2009)
- I mercenari - The Expendables (The Expendables), regia di Sylvester Stallone (2010)
- Killer Joe, regia di William Friedkin (2011)
- One for the Money, regia di Julie Anne Robinson (2012)
- The Last Stand - L'ultima sfida (The Last Stand), regia di Kim Ji-Woon (2013)
- The Call, regia di Brad Anderson (2013)
- Billionaire Boys Club, regia di James Cox (2018)
- Creed II, regia di Steven Caple Jr. (2018)
- Rambo: Last Blood, regia di Adrian Grunberg (2019)

### Costumista
- Hostel, regia di Eli Roth (2005)
- The Lodger - Il pensionante (The Lodger), regia di David Ondaatje (2009)

## Riconoscimenti
- 2000 - Outfest
  - Special Programming Committee Award per Psycho Beach Party